# Mistrzostwa Świata w Snookerze 1933
Mistrzostwa Świata w Snookerze 1933 − siódme mistrzostwa świata w snookerze, które zostały rozegrane w 1933 w hali Joe Davis Centre w Chesterfield.
Po raz siódmy z rzędu mistrzem świata został Joe Davis, który w finale pokonał Williego Smitha 25−18.

## Wyniki turnieju[3]

### Runda 1
Lepszy w 25 frame'ach
 Walter Donaldson 13−11  Willie Leigh

### Półfinały
Lepszy w 25 frame'ach
 Joe Davis 13−1  Walter Donaldson

 Willie Smith 16−9  Tom Dennis

### Finał
Lepszy w 49 frame'ach
 Joe Davis 25−18  Willie Smith